# PGA Sweden National

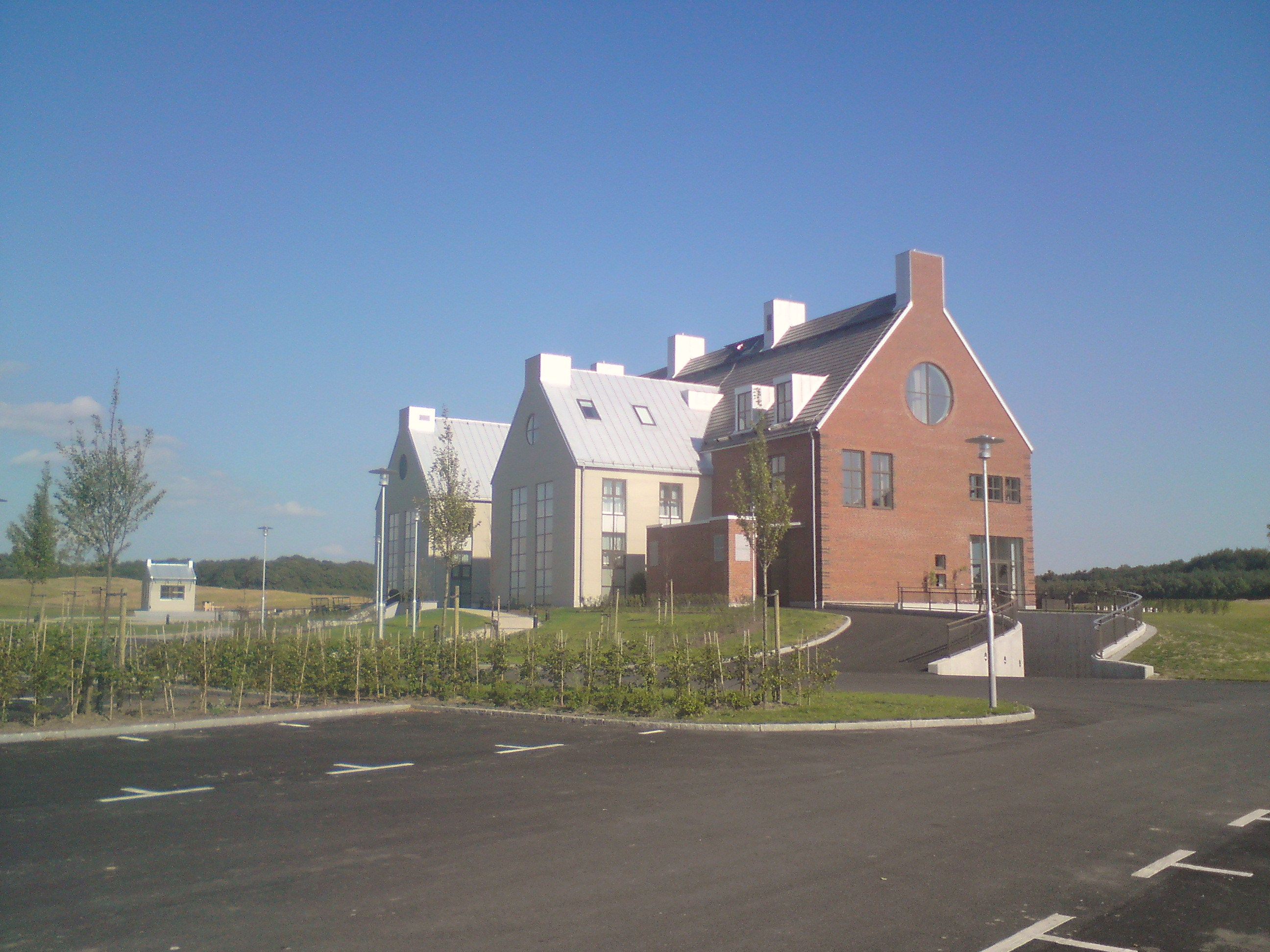
PGA Sweden National

De PGA of Sweden National is een golfcomplex op de gronden van het voormalige kasteel Torup, in de buurt van Malmö.
De plannen om een PGA Course in Zweden te maken werden in 1996 geboren maar het duurde dertien jaar voordat de aanleg gestart werd. Doel was onder meer om een baan van internationaal niveau te maken waar de Zweedse professionals goed konden trainen. Het bleek moeilijk te zijn een terrein te vinden van de benodigde 275 ha.
Kyle Phillips werd als golfbaanarchitect aangetrokken. De Lakes Course werd op 29 mei 2010 door Peter Hanson geopend. Er is een groot meer en er zijn veel bunkers en kleine greens.
De Links Course kreeg meer hoogteverschil. Er is een klein beekje dat door zeven holes loopt. De enige boom staat achter de eerste green. Op dit deel van het terrein zijn de restanten van twee oude mijnen.
Er is ook een 9 holes par-3 baan en er kan binnen les gegeven worden. De golfacademie staat onder leiding van John Grant.
Het huis-vormige clubhuis werd in 2006 gebouwd en kreeg zestien suites. 

## Toernooien
- 2011: The Princess
- 2014: Nordea Masters

## Trivia
- Het Suske en Wiske verhaal De lieve Lilleham speelt zich onder meer af bij kasteel Torup, waarvan het oudste deel al 1445 gebouwd werd. Het is een kasteel met een 6-kantige toren en een slotgracht, een park en een jachtpaviljoen.